# Tipula luteinotalis
Tipula luteinotalis är en tvåvingeart som beskrevs av Alexander 1941. Tipula luteinotalis ingår i släktet Tipula och familjen storharkrankar. Inga underarter finns listade i Catalogue of Life.